# Aéroport de Nyac
L'aéroport de Nyac est situé dans les monts Kilbuck, au sud-ouest de l'Alaska, à environ 100 kilomètres à l'est de Bethel. 